# Cliffortia hantamensis
Cliffortia hantamensis är en rosväxtart som beskrevs av Friedrich Ludwig Diels. Cliffortia hantamensis ingår i släktet Cliffortia och familjen rosväxter. Inga underarter finns listade i Catalogue of Life.